# 金平林生杜鹃
金平林生杜鹃（学名：Rhododendron nemorosum）为杜鹃花科杜鹃花属下的一个种。

## 扩展阅读
- 維基物種上的相關：金平林生杜鹃